# Finn mac Blatha
Finn mac Blatha lub Fionn mac Bratha – legendarny zwierzchni król Irlandii z dynastii Milezjan (linia Íra, syna Mileda) w latach 517-497 p.n.e. Syn Blathy (Brathy), prawnuka Ollama Fodly, zwierzchniego króla Irlandii.
Linia Íra, w jego osobie, odzyskała zwierzchnią władzę nad Irlandią. Dokonał tego w wyniku zabójstwa poprzednika i arcykróla, Eochaida IV Apthacha, którego rządy charakteryzowały się stałą plagą w kraju. Władał Irlandią przez dwadzieścia lat. Zginął z ręki Sedny Innaraigha, syna arcykróla Bresa Ri, który objął po nim zwierzchni tron. Finn pozostawił po sobie syna Sirlama, przyszłego zwierzchniego króla Irlandii.